# 1979年の自転車競技
1979年の自転車競技についてまとめる。

## 主なできごと
- 中野浩一、オランダ、アムステルダムで行われた世界選手権・プロスクラッチ決勝で、ディーター・ベルクマンを2-0で下し、同大会同種目3連覇を達成。
- シクロクロス世界選手権・プロ部門で、アルベルト・ツヴァイフェルが4連覇を達成。
- ヤン・ラース、アムステルゴールドレース3連覇。
- 全日本競輪王戦と全日本新人王戦が合体し、競輪祭が6日間連続開催となった。

## 主な成績

### ロードレース
- ブエルタ・ア・エスパーニャ：4月24日〜5月13日
  - 総合優勝：ヨープ・ズートメルク（ オランダ、ミコ・メルシエ） 94時間57分03秒
  - ポイント賞：アルフォンス・デ・ウォルフ（ ベルギー）
  - 山岳賞：フェリペ・ヤニェス（ スペイン）
- ジロ・デ・イタリア：5月17日〜6月6日
  - 総合優勝：ジュゼッペ・サロンニ（ イタリア、シック） 89時間29分18秒
  - ポイント賞：ジュゼッペ・サロンニ（ イタリア）
  - 山岳賞：クラウディオ・ボルトロット（ イタリア）
- ツール・ド・フランス：6月27日〜7月22日
  - 総合優勝：ベルナール・イノー（ フランス、ルノー・ジタヌ） 103時間06分50秒
  - ポイント賞：ベルナール・イノー（ フランス）
  - 山岳賞：ジョヴァンニ・バッタリン（ イタリア）
- 世界選手権・プロロードレース：8月26日、 オランダ・ファルケンブルフ
  - 優勝：ヤン・ラース（ オランダ） 7時間03分09秒
- ミラノ〜サンレモ：3月17日
  - 優勝：ロジェ・デ・フラミンク（ ベルギー）
- ロンド・ファン・フラーンデレン：4月1日
  - 優勝：ヤン・ラース（ オランダ）
- パリ〜ルーベ：4月8日
  - 優勝：フランチェスコ・モゼール（ イタリア）
- リエージュ〜バストーニュ〜リエージュ：4月22日
  - 優勝：ディートリヒ・テュラウ（ 西ドイツ）
- ジロ・ディ・ロンバルディア：10月13日
  - 優勝：ベルナール・イノー（ フランス）
- スーパープレスティージュ
  - 優勝：ベルナール・イノー（ フランス）

### トラックレース

#### 競輪
- 日本選手権競輪：決勝日・3月26日 立川競輪場
  - 優勝：山口健治（東京）
- 高松宮杯競輪：決勝日・6月5日 びわこ競輪場
  - 優勝：荒川秀之助（宮城）
- オールスター競輪：決勝日・10月2日 岸和田競輪場
  - 優勝：中野浩一（福岡）
- 競輪祭：競輪王戦決勝日・11月27日、新人王戦決勝日・11月25日 小倉競輪場
  - 全日本競輪王戦優勝：吉井秀仁（千葉）
  - 全日本新人王戦優勝：木村一利（広島）
- 賞金王：中野浩一（福岡） - 92,186,200円

### シクロクロス
- 世界選手権自転車競技大会： イタリア・サッコロンゴ
  - プロ優勝：アルベルト・ツヴァイフェル（ スイス）